# Peroksiocetna kislina
Peroksiocetna kislina (tudi perocetna kislina) je brezbarvna bistra tekočina z ostrim, dražečim vonjem. Pri požaru lahko nastanejo dražilni, jedki in/ali strupeni plini. Vdihovanje prahu je strupeno, prav tako pa je snov strupena pri zaužitju. Stik snovi s kožo ali očmi lahko povzroči hude opekline.
Snov se uporablja za dezinfekcijo. Prednost peroksiocetne kisline je v tem, da ima širok spekter aktivnosti, saj uniči spore, mikroorganizmi pa ne razvijejo rezistence. Varna je za okolje (razpade namreč v ogljikov dioksid in vodo, kisik), dobro se spere, se ne peni in je poceni. Paziti moramo, da ne pride v stik s kožo, ker je toksična in korozivna za mehke kovine in nekatero plastiko. Uporablja se lahko tudi pri čiščenju, vendar je potrebno, da se čiščenje oz. dezinfekcijo izvaja v digestoriju ali pa se uporabi ustrezno zaščito, saj so plini, ki nastanejo pri razpadanju, zelo strupeni. Peroksiocetna kislina se uporablja tudi za beljenje perila pri pranju.